# Orconectes sanbornii
Orconectes sanbornii är en kräftdjursart som först beskrevs av Faxon 1884.  Orconectes sanbornii ingår i släktet Orconectes och familjen Cambaridae. IUCN kategoriserar arten globalt som livskraftig.

## Underarter
Arten delas in i följande underarter:
- O. s. sanbornii
- O. s. erismophorous